# Sergio Cosmai
Sergio Cosmai (Bisceglie, 10 gennaio 1949 – Cosenza, 13 marzo 1985) è stato un giurista italiano, direttore di alcune case circondariali e vittima di un agguato ad opera della 'ndrangheta.

## Biografia
Laureatosi in giurisprudenza presso l'Università di Bari, fu vice direttore delle carceri di Trani, Lecce e Palermo e direttore di quelle di Locri, Crotone e Cosenza. In quest'ultima sede, dal settembre del 1982, Cosmai si impegnò nella riorganizzazione del carcere, favorendo un clima di maggior rispetto e legalità tra i detenuti, mettendo fine a tutti quei piccoli e grandi privilegi concessi agli esponenti di spicco della criminalità locale in carcere e promuovendo una capillare sorveglianza per bloccare le loro attività illecite, tra cui il traffico di droga ed il possesso di armi all’interno della struttura carceraria. Fece trasferire alcuni detenuti per indebolirne il potere esercitato sul territorio di appartenenza, ostacolò molte concessioni dì semilibertà. Fra l'altro scoprì che la moglie di un detenuto aveva ottenuto l'esclusiva della fornitura di generi alimentari proprio al carcere. L’appalto venne revocato, il marito della donna, naturalmente, fu trasferito. In particolare, tra gli interventi messi in atto per ristabilire l’ordine nella struttura di via Popilia a Cosenza ci fu quello della mancata concessione dell'ora d'aria supplementare chiesta dai detenuti calabresi. A questa decisione, il 21 giugno 1984, seguì una violenta protesta dei detenuti, subito sedata, a cui fece seguito la proposta del Cosmai di incontrare una loro rappresentanza. Fu in quel momento che l'allora capo indiscusso della criminalità locale, Franco Perna, capo dell'omonima 'ndrina e che pare continuasse a esercitare il suo potere pur stando in cella, rifiutò l'offerta e contro-rilanciò chiedendo che fosse il direttore ad andare da lui. Cosmai rifiutò l’invito di Perna e fu proprio a seguito di quel rifiuto che venne decisa la condanna a morte del Direttore. L'ordine uscì dal carcere mediante la compagna del boss.

### L'omicidio
Il 12 marzo 1985 Cosmai si stava recando all'asilo per prelevare la figlia Rossella, di appena 3 anni, quando nel tratto della SS 19 che collega Cosenza a Roges (Rende) (ora viale Cosmai), si affiancò alla sua 500 gialla un'autovettura dalla quale partirono undici proiettili calibro 38 che lo colpirono alla testa. Erano pressappoco le 14 del 12 marzo. 
Cosmai morì il giorno seguente durante il disperato ed inutile viaggio verso l'ospedale di Trani. 
Un mese dopo sarebbe nato il suo secondogenito Sergio.
Per questo omicidio  il tribunale di primo grado di Trani condannò all'ergastolo Nicola e Dario Notargiacomo e Stefano Bartolomeo. In appello, tuttavia, furono assolti per insufficienza di prove.
Successivamente Dario Nortagiacomo raccontò le fasi del delitto: «Il direttore veniva controllato e le sue mosse spiate dall'abbaino che è sito sulla casa di Giuseppe Bartolomeo, a Bosco De Nicola. Con un cannocchiale si riusciva a seguirlo in tutti i suoi spostamenti».... Quella mattina, Giuseppe Bartolomeo segnalò a mio fratello Nicola quando Cosmai uscì dal carcere. Io e Stefano Bartolomeo aspettavamo nascosti a bordo di una Mitsubishi verde. Eravamo camuffati con barbe, baffi e parrucche. Lo vedemmo e ci avviammo. Quindi l'affiancammo. Io esplosi il primo colpo che non andò a segno. Però, il dottore aveva capito benissimo quello che stava accadendo e frenò di colpo. Allungai la mano e sparai ancora. Lui mise la retromarcia, cercò di fuggire, Bartolomeo tirò fuori una calibro 38. Sparò 2 o 3 colpi e poi me la passò. Io feci lo stesso. Mi avvicinai ma l'arma era scarica. Constatai, però, che Cosmai era immobile».

### Tributi
Al suo nome sono dedicate un'aula della pretura, una strada, un palazzetto dello sport ed una scuola della sua città natale e la via di Cosenza, teatro dell'assassinio. Inoltre nei pressi del carcere di Cosenza è stato eretto un monumento commemorativo ad opera dello scultore Maurizio Orrico. Inoltre, la stessa casa circondariale di Cosenza porta il suo nome.
Il 2 novembre 2017 al dott. Sergio Cosmai è stata conferita la medaglia d'oro al merito civile alla memoria con questa motivazione: "pur consapevole del grave rischio personale, attivava una ferma azione di contrasto nei confronti delle feroci cosche 'ndranghetiste locali, volta al ripristino e al mantenimento della disciplina e della legalità dell’istituto penitenziario. Per tale coraggiosa azione, tesa a recidere posizioni di privilegio tra i reclusi, cadeva vittima di un efferato agguato ad opera della criminalità organizzata, immolando la propria vita ai più nobili ideali di legalità e di giustizia". 
Altre iniziative sono state intraprese per ricordarlo: il Memorial di tennis "Sergio Cosmai" e un concorso di poesie.